# Terminologie
Onder terminologie wordt in het algemeen het geheel van woorden en begrippen verstaan die in een specifieke context worden gebruikt.
Terminologie als discipline is de leer die systematisch studie verricht naar de etikettering of het aanwijzen van concepten bijzonder aan een of meer onderwerpen of domeinen van menselijke activiteit.
De grondlegger van de moderne terminologie is Eugen Wüster.